# Ali Shaukat
Ali Shaukat (6 ottobre 1897 – 25 febbraio 1960) è stato un hockeista su prato indiano.

## Palmarès

### Olimpiadi
- Oro a Amsterdam 1928 nell'hockey su prato.